# Gebietsliga West (Niederösterreich)
Die Gebietsliga West ist die sechsthöchste Spielstufe im österreichischen Fußball. Die Absteiger aus der Gebietsliga West spielen in der nächsten Saison in der 1. Klasse West-Mitte oder der 1. Klasse West um den Auf- bzw. Abstieg mit.

## Modus
In der Gebietsliga West spielen 14 Vereine in einer Hin- und Rückrunde um den Meistertitel (Aufstieg in die 2. Landesliga West) beziehungsweise dem Abstieg in die 1. Klasse West-Mitte/West. Für jeden Sieg bekommt das Team 3 Punkte, für jedes Unentschieden 1 Punkt und für eine Niederlage keinen Punkt. Der Meister wird in 26 Runden ausgespielt.

## Vereine
Folgende Vereine nehmen an der Saison 2024/25 teil:
- SV Blindenmarkt
- SV Gottsdorf
- TSV Grein
- SC Hainfeld
- ASK Loosdorf
- SVU Mauer-Öhling
- SV Oberndorf
- SC Rabenstein
- SC Herzogenburg
- FC Purkersdorf
- ATSV Schönfeld
- ASV Spratzern
- ASV Statzendorf
- SG Waidhofen/Ybbs